# Michael Bella
Michael Bella (né le 29 septembre 1945 à Duisbourg) est un footballeur allemand des années 1960 et 1970.

## Biographie
En tant que défenseur, Michael Bella fut international allemand à 4 reprises (1968-1971) pour aucun but inscrit.
Il fit partie des joueurs sélectionnés pour l'Euro 1972, mais il ne joua pas de matchs lors de la phase finale. Il remporta néanmoins le tournoi.
Il ne joua que pour un seul club, le MSV Duisbourg entre 1964 et 1978, avec qui il fut deux fois finaliste de la Coupe d'Allemagne (1966 et 1975) et sa meilleure performance en championnat fut une 6e place en 1978.

## Club
- 1964-1978 :  MSV Duisbourg

## Palmarès
- Coupe d'Allemagne de football
  - Finaliste en 1966 et en 1975

- Championnat d'Europe de football

- - Vainqueur en 1972